# Aedes bedfordi
Aedes bedfordi är en tvåvingeart som beskrevs av Edwards 1936. Aedes bedfordi ingår i släktet Aedes och familjen stickmyggor. Inga underarter finns listade i Catalogue of Life.